# 榮譽童軍獎章
榮譽童軍獎章為香港童軍總會深資童軍支部之最高榮譽獎章。英文名為，於2008年9月16日起改為。在香港主權移交前夕為。

## 历史
香港童軍活動於1911年由英國商人帶入並發展，由於當時香港仍為英國殖民地，跟隨當時英國的制度，頒發予完成各項考驗之童軍。
隨著香港於1997年主權移交予中國大陸，主權移交前夕，帶有英國色彩的東西都要易名，如皇家香港警察易名為香港警察，皇家拯溺總會易名為香港拯溺總會，御用大律師易名為資深大律師。故香港童軍總會於1996年將的名稱便易名為，中文名稱仍為（榮譽童軍獎章）。而最後一批考獲的深資童軍，便於1996年香港童軍大會操中，由當時的香港總督彭定康頒發榮譽童軍證書。
1997年7月1日，香港特別行政區成立。香港童軍總會便於當年的香港童軍大會操中，向當屆的深資童軍頒發第一屆的，直至2008年，榮譽童軍獎章的英文名稱改為Dragon Scout Award。

## 文化
榮譽童軍獎章一直被視為香港童軍的青少年成員最高榮譽獎章，因為凡考獲此獎章之者，日後在當童軍領袖時可配帶一個榮譽童軍領袖標誌於其童軍制服上，這項特殊的榮譽是榮譽童軍獎章持有人獨有的，其他支部的最高榮譽獎章如童軍支部的總領袖獎章則沒有如此權利。（但香港童軍總會於2012年7月20日開始，容許貝登堡獎章持有人日後在當童軍領袖時可配帶一個貝登堡領袖標誌於其童軍制服上。如兩者均獲得者，則只能佩帶榮譽童軍領袖標誌。)